# Lygosoma mocquardi
Lygosoma mocquardi är en ödleart som beskrevs av  Paul Chabanaud 1917. Lygosoma mocquardi ingår i släktet Lygosoma och familjen skinkar.
Artens utbredningsområde är Sudan. Inga underarter finns listade i Catalogue of Life.